# Línea 506 (Santiago de Chile)
La Línea 506 de Red (anteriormente llamado Transantiago) une la Villa Los Héroes de Maipú con el sector alto de Peñalolén, recorriendo toda la Avenida Grecia. También cuenta con un recorrido variante denominado 506v que tiene su origen en la Villa El Abrazo de Maipú, accediendo por Camino a Melipilla, y tomando el trazado del recorrido principal en la avenida Alfredo Silva Carvallo con 3 Poniente.
El 506 es uno de los recorridos principales del sector poniente de Maipú, así como también de acceso al Estadio Nacional y el centro cívico de la comuna de Peñalolén, acercándolos en su paso, también al Parque O'Higgins y el barrio antiguo de Santiago Centro a través de la Avenida Matta.
El recorrido principal opera durante las 24 horas del día, toda la semana; mientras que su variante 506v lo hace de 05:30 a 01:00 de lunes a domingo. Además, opera en horas punta un servicio expreso, denominado 506e, con el mismo trazado del recorrido principal y deteniéndose sólo en algunas paradas.
Esta línea parte de la Unidad 5 del Transantiago, operada por Metbus, correspondiéndole el color turquesa a sus buses.

## Flota
El 506 opera los buses estandar RED con chasis Mercedes Benz, entre los cuales se cuenta el articulado O-500UA BlueTec 6, de 18,5 metros de largo y con capacidad de 140 personas aproximadamente. También figura en su flota el bus rígido de chasis Mercedes Benz O-500U BlueTec 6, de 12 metros con capacidad cercana a las 90 personas. Todos estos buses ecológicos son carrozados por BYD, con el modelo K9FE y el K9KA.

## Historia
La 506 inició sus operaciones junto con el plan Transantiago el 10 de febrero de 2007. En ese instante, operaba con buses "enchulados", la mayoría heredados de empresas de micros amarillas cuyos terminales estaban cercanos a Maipú. En ese instante, se contaba además con el servicio corto 506c que unía Peñalolén con Maipú, pero sólo llegando hasta el paradero 14 de Pajaritos, retornando en el sector de la actual Estación del Sol del Metro.
En el inicio del plan, el recorrido principal no ingresaba a Villa Los Héroes, sino que sólo llegaba hasta el retorno del extinto "Cruce Maipú", en el inicio de la avenida Alberto Llona, lugar donde se acopiaban los buses en un sitio eriazo. Los problemas de cobertura de las primeras semanas del Transantiago, y la necesidad de operar desde un terminal establecido y no desde la vía pública, causaron que en menos de tres meses, el 506 fuera extendido por René Olivares (ida), Alfredo Silva Carvallo y Presidente González Videla (vuelta) hacia Villa Los Héroes, donde funcionaba su principal depósito en Maipú. Junto con la modificación antes señalada, se eliminó el 506c para crear el nuevo servicio 509, que también saldría desde Villa Los Héroes.
En 2008, el servicio reemplazó su flota por la actual, y al mismo tiempo, se revivió el 506c, pero para unir a Peñalolén con el Metro Grecia en horas punta.
En noviembre de 2011, comienza a operar la variante 506v a Villa El Abrazo, y al fin de ese año, se suprime el corto 506c para que la flota pasara a reforzar el 506 regular. De esta forma, quedó configurada la oferta de esta línea como está en la actualidad.
En octubre de 2019, con la incorporación de buses eléctricos BYD K9FE, el recorrido principal es extendido hacia el terminal Los Acacios, mientras que el servicio expreso sigue llegando solo hasta el terminal de Los Peumos.

## Puntos de interés
- Villa El Abrazo
- Villa Los Héroes
- Plaza de Maipú
- Mall Arauco Maipú
- Villa Lo Errázuriz
- Villa Francia
- Club Hípico de Santiago
- Parque O'Higgins
- Metro Irarrázaval
- Estadio Nacional
- Barrio Universitario de Ñuñoa
- Rotonda Grecia
- Población Lo Hermida
- Municipalidad de Peñalolén